# Chuyến bay 211 của US-Bangla Airlines
| [Bản đồ tương tác toàn màn hình] |                                                               |
|                                  | Biểu đồ hiện đang tạm thời không khả dụng do vấn đề kĩ thuật. |

Chuyến bay 211 của US-Bangla Airlines (BS211/UBG211) là chuyến bay chở khách quốc tế theo lịch trình của hãng hàng không US-Bangla Airlines từ sân bay quốc tế Shahjalal, Dhaka ở Bangladesh tới sân bay quốc tế Tribhuvan, Kathmandu ở Nepal. Vào ngày 12 tháng 3 năm 2018, chiếc máy bay thực hiện chuyến bay này Bombardier Dash 8 Q400, đã bị rơi và bốc cháy.
Có 71 người trên máy bay: 49 người chết còn 22 người sống sót. Đây là lần đầu một chiếc máy bay của hãng US-Bangla Airlines tai nạn gây chết người, và là vụ rơi có số người chết và bị thương cao thứ nhì của một chiếc tàu bay Bombardier Dash 8, chỉ sau vụ rơi của chuyến bay 3407 của Colgan Air năm 2009.

## Máy bay bị nạn
Chiếc máy bay rơi là một chiếc Bombardier Dash 8 Q400 có số đăng ký S2-AGU. Chiếc máy bay này được giao lần đầu tiên cho hãng Scandinavian Airlines vào năm 2001, sau đó nó được bán cho hãng Augsburg Airways trong năm 2008 trước khi được bán cho hãng hàng không US-Bangla Airlines vào năm 2014. Nó đã bị một sự cố khác vào năm 2015 khi nó trượt khỏi đường băng ở Saidpur. Không có thương tích. Chiếc máy bay này đã bị thiệt hại nhẹ và trở lại vận hành 8 giờ sau đó.

## Diễn biến vụ tai nạn
Chuyến bay khởi hành từ Dhaka, thủ đô của Bangladesh lúc 12:52 giờ địa phương (UTC 6:52), chở 67 hành khách và 4 phi hành đoàn đến Kathmandu, thủ đô của Nepal. Chuyến bay xuất phát bình thường.
Tháp điều khiển không lưu sân bay quốc tế Tribhuvan ban đầu đã cho phép máy bay hạ cánh trên đường băng 02, nhưng phi công sau đó điều khiển máy bay qua đường băng 20.  Tháp điều khiển sau đó đã cho phép hạ cánh xuống đường băng 20. Tháp kiểm soát sau đó yêu cầu các phi hành đoàn và họ nhận được trả lời của phi công "Tôi muốn hạ cánh xuống đường băng 02".
Các phương tiện truyền thông địa phương loan tin rằng chuyến bay đã vượt qua ngưỡng đầu của đường băng 02 và dường như chạm vào trước khi đâm xuống. Theo các nhân chứng, chiếc máy bay đã không được căn chỉnh đúng với đường băng. Một trong những người sống sót ghi nhận rằng "chiếc máy bay đã bắt đầu có động tác kỳ lạ". Các công nhân mặt đất tuyên bố rằng máy bay bị lật nhiều lần. Trong khi nó hạ cánh xuống, trượt khỏi đường băng và va mạnh lên hàng rào của sân bay. Sau đó trượt và đâm vào sân bóng. Một người sống sót nhớ lại rằng trong khi chiếc máy bay hạ cánh, nó lắc mạnh và sụp đổ, tiếp theo là những tiếng nổ lớn. Sau đó nó bốc cháy vì các thùng nhiên liệu của nó bị vỡ. Máy bay đã vỡ thành nhiều mảnh.
Lính cứu hỏa và bộ phận khẩn nguy đã được triển khai ngay lập tức. Phải mất 15 phút để nhân viên cứu hỏa dập tắt ngọn lửa. Ba mươi mốt người được đưa đến một số bệnh viện ở Kathmandu, nhiều người trong số họ bị thương nặng. Nhân viên cứu hộ ngay lập tức tìm thấy tám cơ quan trên các trang web tai nạn. Tiếp tục tìm kiếm và cứu hộ hoạt động tìm thấy 32 cơ quan khác. 49 người thiệt mạng trong vụ tai nạn; 40 người chết vì hiện trường, trong khi có chín người khác bị tuyên bố là đã chết ở bệnh viện.
Sân bay đã bị đóng cửa trong ba giờ do tai nạn.